# (5989) Sorin
(5989) Sorin es un asteroide perteneciente al cinturón de asteroides, región del sistema solar que se encuentra entre las órbitas de Marte y Júpiter, descubierto el 26 de agosto de 1976 por Nikolái Stepánovich Chernyj desde el Observatorio Astrofísico de Crimea (República de Crimea).

## Designación y nombre
Designado provisionalmente como 1976 QC1. Fue nombrado Sorin en homenaje al astrónomo Sergej Ivanovich Sorin, astrónomo y maestro que participó en la elección de un sitio para el observatorio astronómico de la Academia de Ciencias de Azerbaiyán y en equiparlo con telescopios y otros instrumentos. Jefe del círculo astronómico en el Palacio de Jóvenes Pioneros de Bakú durante unos cuarenta años, fue un destacado educador de jóvenes astrónomos aficionados. Muchos de sus alumnos se convirtieron en astrónomos prominentes y ahora están trabajando en varios observatorios en la antigua Unión Soviética.

## Características orbitales
Sorin está situado a una distancia media del Sol de 2,159 ua, pudiendo alejarse hasta 2,560 ua y acercarse hasta 1,758 ua. Su excentricidad es 0,185 y la inclinación orbital 1,860 grados. Emplea 1159,24 días en completar una órbita alrededor del Sol.

## Características físicas
La magnitud absoluta de Sorin es 14,6. Tiene 3,457 km de diámetro y su albedo se estima en 0,257. 